# Chytranthus gilletii
Chytranthus gilletii är en kinesträdsväxtart som beskrevs av De Wild.. Chytranthus gilletii ingår i släktet Chytranthus och familjen kinesträdsväxter. Inga underarter finns listade i Catalogue of Life.